# Angola op de Olympische Zomerspelen 2004
Tijdens de Olympische Zomerspelen van 2004 die in Athene werden gehouden nam Angola deel met 32 sporters in 5 sporten. Er werden geen medailles verdiend.

## Overzicht per sport
| Sport     | Deelnemers | Goud | Zilver | Brons | Totaal |
| --------- | ---------- | ---- | ------ | ----- | ------ |
| Atletiek  | 2          |      |        |       | '      |
| Basketbal | 12         |      |        |       | '      |
| Handbal   | 16         |      |        |       | '      |
| Judo      | 1          |      |        |       | '      |
| Zwemmen   | 1          |      |        |       | '      |
| Totaal    | 32         | 0    | 0      | 0     | 0      |

## Prestaties van alle deelnemers

### Atletiek
| Olympiër      | Discipline   | Resultaat | Prestatie             |
| ------------- | ------------ | --------- | --------------------- |
| João N'Tyamba | marathon (m) | 53e       | 2:23.26               |
|               |              |           |                       |
| Rosa Saul     | 1500m (v)    | DNS       | serie 3: niet gestart |

### Basketbal
| Olympiër | Discipline | Resultaat | Prestatie |
| --- | ---------- | --------- | --------- |
| Olimpio Cipriano Walter Costa Angelo Victoriano Valter Monteiro Edmar Victoriano Antonio de Carvalho Joaquim Gomes Victor Muzadi Abdel Moussa Carlos Almeida Miguel Lutonda Eduardo Mingas | mannen     | 12e       |           |

| Groep B |                  |             |             |             |            |            |            |        |
| #       | Land             | Wedstrijden | Wedstrijden | Wedstrijden | Doelpunten | Doelpunten | Doelpunten | Punten |
| #       | Land             | G           | W           | V           | V          | T          | Saldo      | Punten |
| 1       | Litouwen         | 5           | 5           | 0           | 468        | 414        | +54        | 10     |
| 2       | Griekenland      | 5           | 3           | 2           | 389        | 343        | +46        | 8      |
| 3       | Puerto Rico      | 5           | 3           | 2           | 410        | 411        | -1         | 8      |
| 4       | Verenigde Staten | 5           | 3           | 2           | 418        | 389        | +29        | 8      |
| 5       | Australië        | 5           | 1           | 4           | 383        | 411        | -28        | 6      |
| 6       | Angola           | 5           | 0           | 5           | 321        | 421        | -100       | 5      |

| Ronde         | Datum | Lokale tijd | MEZT   | Plaats               | Land  | Score       | Land |
| ------------- | ----- | ----------- | ------ | -------------------- | ----- | ----------- | ---- |
| Groepsfase    |       |             |        |                      |       |             |      |
| 15 augustus   | 09:00 | 08:00       | Athene | Angola               | 73-78 | Litouwen    |      |
| 17 augustus   | 11:15 | 10:15       | Athene | Australië            | 83-59 | Angola      |      |
| 19 augustus   | 16:45 | 15:45       | Athene | Puerto Rico          | 83-80 | Angola      |      |
| 21 augustus   | 22:15 | 21:15       | Athene | Angola               | 56-88 | Griekenland |      |
| 23 augustus   | 14:30 | 13:30       | Athene | Verenigde Staten     | 89-53 | Angola      |      |
| 11-12e plaats |       |             |        |                      |       |             |      |
| 24 augustus   | 14:30 | 13:30       | Athene | Servië en Montenegro | 85-62 | Angola      |      |

### Handbal
| Olympiër | Discipline | Resultaat | Prestatie |
| --- | ---------- | --------- | --------- |
| Odete Tavares Ilda Bengue Belina Larica Filomena Trinidade Rosa Amaral Ines Jololo Nair Almeida Lili Torres Isabel Fernandes Luisa Kiala Neyde Barbosa Dionisia Pio Anica Neto Maria Pedro Elzira Tavares | vrouwen    | 9e        |           |

| Groep A |            |             |             |             |             |            |            |            |        |
| #       | Land       | Wedstrijden | Wedstrijden | Wedstrijden | Wedstrijden | Doelpunten | Doelpunten | Doelpunten | Punten |
| #       | Land       | G           | W           | G           | V           | V          | T          | Saldo      | Punten |
| 1       | Zuid-Korea | 4           | 3           | 1           | 0           | 135        | 103        | +32        | 7      |
| 2       | Denemarken | 4           | 3           | 1           | 0           | 125        | 98         | +27        | 7      |
| 3       | Frankrijk  | 4           | 2           | 2           | 0           | 105        | 106        | -1         | 6      |
| 4       | Spanje     | 4           | 0           | 1           | 3           | 86         | 110        | -24        | 1      |
| 5       | Angola     | 4           | 0           | 1           | 3           | 97         | 131        | -34        | 1      |

| Ronde        | Datum | Lokale tijd | MEZT   | Plaats      | Land  | Score      | Land |
| ------------ | ----- | ----------- | ------ | ----------- | ----- | ---------- | ---- |
| Groepsfase   |       |             |        |             |       |            |      |
| 15 augustus  | 19:30 | 18:30       | Athene | Spanje      | 42-24 | Angola     |      |
| 17 augustus  | 14:30 | 13:30       | Athene | Angola      | 30-40 | Zuid-Korea |      |
| 21 augustus  | 14:30 | 13:30       | Athene | Angola      | 21-29 | Frankrijk  |      |
| 23 augustus  | 21:30 | 20:30       | Athene | Denemarken  | 38-22 | Angola     |      |
| 9-10e plaats |       |             |        |             |       |            |      |
| 26 augustus  | 14:30 | 13:30       | Athene | Griekenland | 23-38 | Angola     |      |

### Judo
| Olympiër        | Discipline | Resultaat | Prestatie                                                              |
| --------------- | ---------- | --------- | ---------------------------------------------------------------------- |
| Antonia Moreira | -70kg (v)  | 18e       | 1e ronde: W van CUB Hernández: ippon 2e ronde: V van PRK Mi Kim: ippon |

### Zwemmen
| Olympiër    | Discipline           | Resultaat | Prestatie            |
| ----------- | -------------------- | --------- | -------------------- |
| Luis Matias | 100m vlinderslag (m) | 57e       | serie 1: 1e in 58,92 |

Afghanistan · Albanië · Algerije · Amerikaanse Maagdeneilanden · Amerikaans-Samoa · Andorra · Angola · Antigua en Barbuda · Argentinië · Armenië · Aruba · Australië · Azerbeidzjan · Bahama's · Bahrein · Bangladesh · Barbados · België · Belize · Benin · Bermuda · Bhutan · Bolivia · Bosnië en Herzegovina · Botswana · Brazilië · Britse Maagdeneilanden · Brunei · Bulgarije · Burkina Faso · Burundi · Cambodja · Canada · Centraal-Afrikaanse Republiek · Chili · China · Chinees Taipei · Colombia · Comoren · Congo-Brazzaville · Congo-Kinshasa · Cookeilanden · Costa Rica · Cuba · Cyprus · Denemarken · Djibouti · Dominica · Dominicaanse Republiek · Duitsland · Ecuador · Egypte · El Salvador · Equatoriaal-Guinea · Eritrea · Estland · Ethiopië · Fiji · Filipijnen · Finland · Frankrijk · Gabon · Gambia · Georgië · Ghana · Grenada · Griekenland · Groot-Brittannië · Guam · Guatemala · Guinee · Guinee‑Bissau · Guyana · Haïti · Honduras · Hongarije · Hongkong · Ierland · IJsland · India · Indonesië · Irak · Iran · Israël · Italië · Ivoorkust · Jamaica · Japan · Jemen · Jordanië · Kaaimaneilanden · Kaapverdië · Kameroen · Kazachstan · Kenia · Kirgizië · Kiribati · Koeweit · Kroatië · Laos · Lesotho · Letland · Libanon · Liberia · Libië · Liechtenstein · Litouwen · Luxemburg · Macedonië · Madagaskar · Malawi · Malediven · Maleisië · Mali · Malta · Marokko · Mauritanië · Mauritius · Mexico · Micronesië · Moldavië · Monaco · Mongolië · Mozambique · Myanmar · Namibië · Nauru · Nederland · Nederlandse Antillen · Nepal · Nicaragua · Nieuw-Zeeland · Niger · Nigeria · Noord-Korea · Noorwegen · Oeganda · Oekraïne · Oezbekistan · Oman · Oostenrijk · Oost‑Timor · Pakistan · Palau · Palestina · Panama · Papoea-Nieuw-Guinea · Paraguay · Peru · Polen · Portugal · Puerto Rico · Qatar · Roemenië · Rusland · Rwanda · Saint Kitts en Nevis · Saint Lucia · Saint Vincent en Grenadines · Salomonseilanden · Samoa · San Marino · Sao Tomé en Principe · Saoedi-Arabië · Senegal · Servië en Montenegro · Seychellen · Sierra Leone · Singapore · Slovenië · Slowakije · Soedan · Somalië · Spanje · Sri Lanka · Suriname · Swaziland · Syrië · Tadzjikistan · Tanzania · Thailand · Togo · Tonga · Trinidad en Tobago · Tsjaad · Tsjechië · Tunesië · Turkije · Turkmenistan · Uruguay · Vanuatu · Venezuela · Verenigde Arabische Emiraten · Verenigde Staten · Vietnam · Wit-Rusland · Zambia · Zimbabwe · Zuid-Afrika · Zuid-Korea · Zweden · Zwitserland